# Dębnik (Lubusz)
Pour les articles homonymes, voir Dębnik.
Dębnik (prononciation : [ˈdɛmbnik]) est une localité polonaise de la gmina de Dobiegniew dans le powiat de Strzelce-Drezdenko de la voïvodie de Lubusz dans l'ouest de la Pologne.
Elle se situe à environ 10 km au sud-est de Dobiegniew (siège de la gmina), 24 km à l'est de Strzelce Krajeńskie (siège du powiat) et 48 km au nord-est de Gorzów Wielkopolski (capitale de la voïvodie).

## Histoire
Au cours du deuxième partage de la Pologne en 1793, le territoire de la localité est annexé par le Royaume de Prusse. (voir Évolution territoriale de la Pologne)
Après la Seconde Guerre mondiale, avec la mise en œuvre de la ligne Oder-Neisse, la localité retourne à la République populaire de Pologne. La population d'origine allemande est expulsée et remplacée par des polonais.
De 1975 à 1998, la localité appartenait administrativement à la voïvodie de Gorzów.

Depuis 1999, elle appartient administrativement à la voïvodie de Lubusz